# فيكتور رييس
فيكتور رييس (بالإسبانية: Víctor Reyes)‏ هو لاعب كرة قاعدة فنزويلي، ولد في 5 أكتوبر 1994 في برشلونة، فنزويلا في فنزويلا.

## وصلات خارجية
- فيكتور رييس على موقع دوري كرة القاعدة الرئيسي (الإنجليزية)
- فيكتور رييس على موقعبيزبول رفرنس.كوم (الدوري الرئيسي) (الإنجليزية)
- فيكتور رييس على موقعبيزبول رفرنس.كوم (الدوري الثانوي) (الإنجليزية)
- فيكتور رييس على موقع إي إس بي إن.كوم (أم.أل.بي) (الإنجليزية)
- فيكتور رييس على موقع مشجعي الرسوم البيانية (الإنجليزية)